# Blackstone River (Liard River)
Der Blackstone River (black stone englisch für „schwarzes Gestein“) ist ein rechter Nebenfluss des Liard River in den kanadischen Nordwest-Territorien.

## Flusslauf
Der Blackstone River hat seinen Ursprung in einem 80 ha großen See, 8 km nordwestlich des größeren Sees K’éotsee (vormals Cormack Lake). Der Blackstone River fließt anfangs als kleiner Bach etwa 17 km in nördlicher Richtung durch eine bewaldete Sumpflandschaft. Anschließend wendet er sich scharf nach Westen. Er fließt nun weitere 22 km als kleinerer Fluss, bevor er sich mit einem größeren Nebenfluss vereinigt (⊙). Dieser etwa 64 km lange namenlose linke Nebenfluss entspringt 28 km weiter südlich in einer Sumpflandschaft (⊙). Auf seinem 60 km langen Mittellauf fließt der Blackstone River in westsüdwestlicher Richtung. Daran schließt sich der 14 km lange Unterlauf an. Auf diesem Flussabschnitt wendet sich der Blackstone River anfangs in Richtung Westnordwest und weist zahlreiche Flussschlingen und Altarme auf. Der Liard Highway (NWT Highway 7) überquert den Fluss 10 km oberhalb der Mündung. Auf den letzten 5 Kilometern wendet sich der Blackstone River nach Norden. Knapp 300 m vom rechten Flussufer des Liard River entfernt spaltet (⊙) sich der Blackstone River in zwei Mündungsarme auf. Der 1,25 km lange linke Mündungsarm bildet den Hauptmündungsarm. Der 1,66 km lange kleinere rechte Mündungsarm mündet (⊙) etwa 2 km flussabwärts von der Hauptmündung des Blackstone River in das rechte Flussufer des Liard River. Die Mündung des Blackstone River befindet sich am Unterlauf des Liard River, 149 km oberhalb dessen Mündung in den Mackenzie River. Der Blackstone River mündet am Rand des Blackstone Territorial Park, einem der Territorial Parks in den Nordwest-Territorien, in den Liard River.

## Hydrometrie
10 Kilometer oberhalb der Mündung an der Brücke des Liard Highway über den Blackstone River befindet sich ein Abflusspegel (⊙). Der gemessene mittlere Abfluss (MQ) beträgt 10,4 m³/s (1991–2019).
Im folgenden Schaubild werden die mittleren monatlichen Abflüsse des Blackstone River für die Messperiode 1991–2019 am Pegel NWT Hwy 7 in m³/s dargestellt.